# Distretto di Boun Neua
Il distretto di Boun Neua è uno dei sette distretti (mueang) della provincia di Phongsali, nel Laos. Ha come capoluogo la città di Boun Neua.